# ユニバーサル・ソルジャーIII
『ユニバーサル・ソルジャーIII』（Universal Soldier III:Unfinished Business）は1998年に製作されたテレビ映画。

## あらすじ
計画の真実を世間に暴露するべく、ヴェロニカとリュックはカナダにやってくるがトラブルにより失敗し、またも逃亡することになった。ユニバーサル・ソルジャー計画の残党は人手不足や金銭を改善するため、ユニバーサル・ソルジャーを使って犯罪を行う。そして、脅威であるリュック抹殺を目的として亡き兄エリックのクローン、GR87を誕生させる。

## 概要
『ユニバーサル・ソルジャー』の続編として『ユニバーサル・ソルジャーII』と2部作で制作されたドラマシリーズ。内容的には次回作を匂わせる展開で終わっており、本作の続編が作られる前に『ユニバーサル・ソルジャー/ザ・リターン』の公開で未完となり時系列から外された。現在、このシリーズはパラレルワールドの位置づけとして扱われている。

## キャスト
（ ）内はビデオ&DVDの日本語吹き替えキャスト。
- リュック・デブロー/GR44：マット・バタグリア（荒川太朗）
- ベロニカ・ロバーツ：チャンドラー・ウェスト（紗ゆり）
- CIA副長官メンター/GR88：バート・レイノルズ（大山高男）
- エリック・デブロー（リュックの兄、クローン）/GR87：ジェフ・ウィンコット（大塚芳忠）
- ウォーカー博士：リチャード・マクミラン（仲野裕）
- ジャスパー：ジェームズ・キー（吉田孝）
- チャールズ・クリフトン：フアン・チオラン（浜田賢二）
- マックス：ジョバンニ・シー（吉田孝）
- クランシー将軍/GR86：トーマス・ハウフ（福田信昭）
- グレース/GR83：クローテッド・ロシュ（渡辺美佐）
- ヒューゴ/GR84：ロイド・アダムズ（鈴木正和）
- マクナリー：ロジャー・ペリアード（福田信昭）
- マーティン・ダニエルズ：ジョン・F・S・ラング（廣田行生）
- アンディ（病棟勤務員）：マーティン・ローチ（乃村健次）
- スカリー：フィリップ・ウィリアムス（天田益男）
- 署長：ダレン・マースマン（廣田行生）
- クリストファー・グレガー博士：ジャック・ダフィー
- フレディ・“フレッド”・スミス（レポーター）：ダン・デュラン（大塚芳忠）
- オットー・メイザー：ゲイリー・ビジー[1]（廣田行生）
- ジョン・デブロー（リュックとエリックの父）：アーロン・タガー[1]
- ダニエル・デブロー（リュックとエリックの母）：バーバラ・ゴードン[1]（鈴木紀子）
- ヨン・ソン：フォン・フローレス[1]（浜田賢二）